# Інгрід Рімланд
Інгрід А. Рімланд, також відома як Інгрід Зюндель (22 травня 1936 — 12 жовтня 2017) — американська письменниця. Вона написала кілька романів, заснованих на власному досвіді дорослішання в менонітській громаді в Україні та дитини-біженця під час Другої світової війни. Її роман "Мандрівники " (1977), який приніс їй Каліфорнійську літературну медаль за найкращу художню літературу, розповідає про тяжке становище жінок-меноніток, які потрапили в соціальні потрясіння революції та війни. Рімланд померла 12 жовтня 2017 року

## Біографія
Народилася в німецькій менонітській громаді в Україні, вона виросла тримовною (розмовляла німецькою, російською та українською) в Радянському Союзі. Її родина була заможною до російської революції, але громада зазнала переслідувань за комуністичного режиму через свої пацифістські переконання та спадщину.  У 1941 році, коли їй було п'ять років, її батька вислали до Сибіру. Втікаючи від Червоної Армії, вона опинилась у Німеччині разом із матір'ю в 1945 році. Після кількох років біженства вони емігрували до ізольованої менонітської громади Волендаму в тропічних лісах Парагваю в 1948 році за допомогою голландських та американських менонітів. 
У Парагваї вона вийшла заміж і народила сина. Сім'я іммігрувала до Канади в 1960 році, оселившись в Сент-Катарінс, Онтаріо, де народився їхній другий син, а потім до Сполучених Штатів в 1967 році, де вона зрештою стала громадянкою США. У 1971 році закінчила Університет штату Вічіта зі ступенем бакалавра. Вона отримала ступінь магістра, а потім, у 1979 році, ступінь доктора освіти (Ed.D) в Тихоокеанському університеті, Каліфорнія.
Рімланд працювала педагогічним психологом у державних школах Каліфорнії, спеціалізуючись на спеціальній освіті та освіті для дітей мігрантів. Пізніше вона працювала на штат консультантом з питань освіти та спеціалістом з тестування в районі, що складається з шести шкільних округів, що налічують приблизно 40 шкіл, і водночас вела приватну практику з дитячої психології. 

## Літературні твори
Більшість її літературних творів різною мірою автобіографічні. Її роман 1977 року "Мандрівники " простежує знищення пацифістської російської менонітської спільноти під час російської революції, анархії, голоду, сталінських чисток, втечі з України та врешті-решт переселення у тропічні ліси Парагваю. Її книга 1984 року "Фурії та полум'я " є її автобіографією як іммігрантки та розповідає про її боротьбу за виховання дитини-інваліда.
У своїй третій книзі " Доктор демонів " Рімланд розповідає про свої пошуки нацистського військового злочинця Йозефа Менгеле у 1980-х за допомогою Саймона Візенталя. Вона вважала, що Менгеле працював лікарем у своїй громаді парагвайських менонітів у Волендамі, але не змогла довести цього.
Її трилогія Lebensraum (буквально «життєвий простір») була написана після її навернення до заперечення Голокосту в 1990-х і є «менонітською історичною сагою, пронизаною антисемітизмом та романтичним німецьким націоналізмом».